# Piero Gorgatto
Piero Gorgatto (Trieste, 7 gennaio 1925 – Trieste, 7 settembre 1991) è stato un velista italiano.
Partecipò ai Giochi della XVI Olimpiade a Melbourne nel 1956 nella categoria Dragone.

## Carriera
Nel 1952 assieme a Sergio Sorrentino e Annibale Pelaschiar conquisterà la Coupe Virginie Hériot.
Assieme a Sorrentino conquisterà nel 1955 la Coppa Olimpia e il Marble head trophy. Con Sorrentino e Pelaschier nel 1956 vincerà la Coppa Pagani, la Coppa Armatori Liberi e la Coppa Duca di Edimburgo. 
Nello stesso anno rappresenterà l'Italia ai Giochi della XVI Olimpiade, sempre in squadra con Sorrentino e Pelaschier.